# خطوط كال للشحن الجوي
خطوط كال للشحن الجوي، (بالإنجليزية: CAL Cargo Air Lines)‏. (بالعبرية: ק.א.ל. קווי אוויר למטען) هي خطوط للشحن الجوي مع مقر الشركة في تطوير مدينة مطار بن غوريون الدولي، إسرائيل.

## خلفية تاريخية
تعمل الشركة رحلات يومية منتظمة الشحن وخدمات تأجير البضائع غير القياسية والبضائع العامة على الصعيد الدولي. قاعدتها الرئيسية هي مطار بن غوريون الذي يخدم تل أبيب ، ولها مركز في مطار لييج (بلجيكا). تحمل الشركة ما يقرب من 100.000 طن من البضائع سنوياً بما في ذلك جميع فئات البضائع غير المعيارية: المنتجات الصيدلانية ومنتجات الرعاية الصحية ، والحيوانات الحية ، والسلع الخطرة ، والبضائع كبيرة الحجم والسلع القابلة للتلف والسلع الثمينة بما في ذلك الفنون الجميلة.